# Josiah Ober
Josiah Ober (* 27. Februar 1953 in Brunswick) ist ein US-amerikanischer Althistoriker.

## Leben
Er wurde an der University of Minnesota (Bachelor of Arts, Hauptfach Geschichte, 1975) und der University of Michigan (Ph.D. bei Chester Starr, Department of History, 1980) ausgebildet. Er war Professor für Alte Geschichte an der Montana State University (1980–1990) und an der Princeton University (1990–2006). Er ist Tsakopoulos-Kounalakis Professor in Honor of Constantine Mitsotakis und Professor of Political Science and Classics an der Stanford University. 2019/2020 war er zudem Sather Professor an der University of California, Berkeley mit dem Vorlesungsthema „The Greeks and the Rational: The Discovery of Practical Reason“. 
Zu Obers Forschungsschwerpunkten gehören die athenische Demokratie, das politische Denken der Griechen und dessen Bedeutung für die Gegenwart.

## Schriften (Auswahl)
- Fortress Attica. Defense of the Athenian Land Frontier, 404–322 B.C. Leiden 1985, ISBN 90-04-07243-8.
- Mass and Elite in Democratic Athens. Rhetoric, Ideology, and the Power of the People. Princeton 1989, ISBN 0-691-09443-8.
- The Athenian Revolution. Essays on Ancient Greek Democracy and Political Theory. Princeton 1996, ISBN 0-691-01095-1.
- Political Dissent in Democratic Athens. Intellectual Critics of Popular Rule. Princeton 1998, ISBN 0-691-00122-7.
- mit Brook Manville: The Civic Bargain: How Democracy Survives. Princeton University Press, Princeton 2023, ISBN 978-0-691-21860-1.